# Lennart Linder-Aronson
Nils Lennart Linder-Aronson, född den 29 november 1925 i Lund, död den 12 april 2022 i Malmö, var en svensk ämbetsman. Han var bror till Sten Linder-Aronson.
Linder-Aronson avlade examen vid Kungliga Tekniska högskolan 1950. Han började tjänstgöra inom lantmäteristaten i Västernorrlands län 1950 och blev tillförordnad byrådirektör vid lantmäteristyrelsen 1957, överingenjör där 1963 samt administrativ direktör vid Statens lantmäteriverk 1974. Linder-Aronson gernomgick Försvarshögskolans allmänna kurs 1975 och blev överlantmätare i Malmöhus län samma år. Han var länsråd och landshövdingens ställföreträdare 1979–1991. Linder-Aronson var invald ledamot av Fysiografiska Sällskapet i Lund. Han blev riddare av Nordstjärneorden 1968.